# Nine Maidens (St Columb)

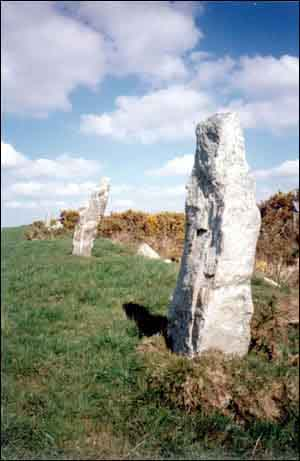
Nine Maidens

Nine Maidens (korn. Naw-voz), pol. "Dziewięć sióstr" – rząd dziewięciu kamieni megalitycznych w Kornwalii, między St Columb Major a Wadebridge.

## Opis
Rząd składa się z dziewięciu megalitów rozmieszczonych na przestrzeni ok. 80 m. Wysokość kamieni wynosi od 0,6 do 2 m. Rozmieszczenie kamieni jest nieregularne. Rząd skierowany jest w stronę znajdującego się 730 m dalej kamienia znanego jako Fiddler. Budowla mogła pełnić funkcje nawigacyjne i orientacyjne, jednak najpewniej była wykorzystywana do celów rytualnych.